# Nakajima
Nakajima (jap. 中島飛行機株式会社 Nakajima Hikōki Kabushiki Kaisha) – jedna z największych japońskich wytwórni lotniczych, działających w okresie II wojny światowej.

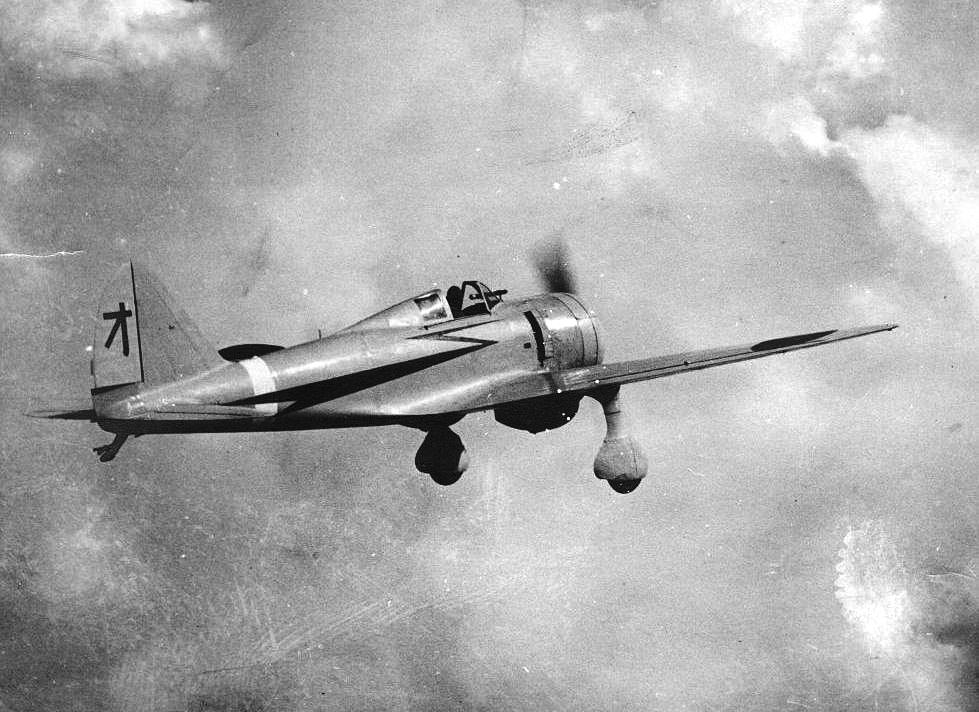
Nakajima Ki-27

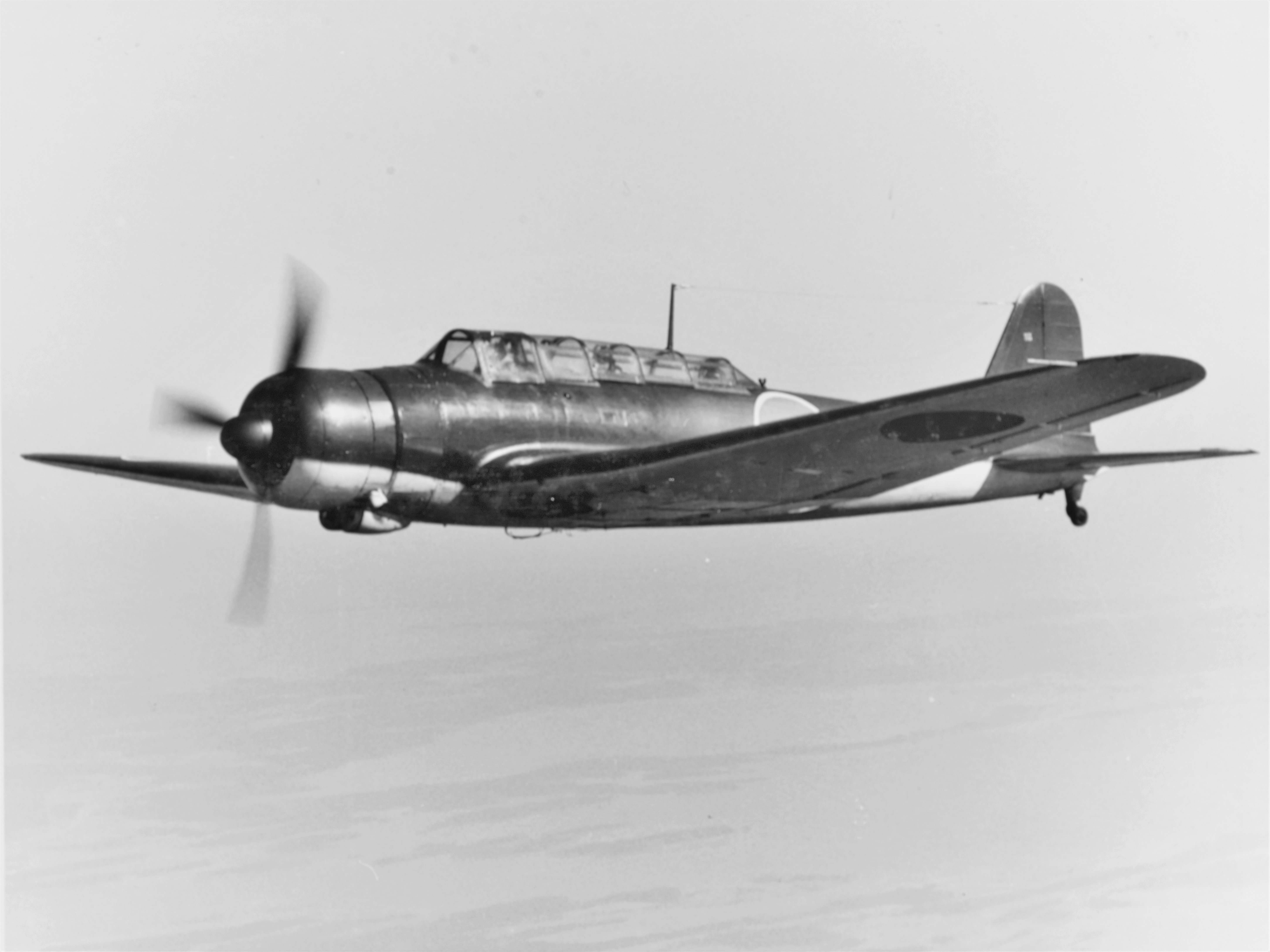
Nakajima B5N2

Zakłady zostały założone w 1917 roku przez Chikuhei Nakajimę. Nazwę Nakajima otrzymały w 1931 roku.
Zakłady zasłynęły z szybkich myśliwców, produkowanych w pierwszych latach II wojny światowej. Ogółem w czasie wojny zakłady Nakajima wyprodukowały 19 561 samolotów, w tym 19 396 samolotów bojowych.
Po klęsce Japonii wytwórnię przekształcono w koncern Fuji Heavy Industries i przeprofilowano. Koncern produkuje m.in. samochody marki Subaru.
Samoloty produkowane w zakładach Nakajima:

- Nakajima Ki-8
- Nakajima Ki-27 Otsu
- Nakajima Ki-43 Hayabusa
- Nakajima Ki-44 Shoki
- Nakajima Ki-49 Donryu
- Nakajima Ki-84 Hayate
- Nakajima Ki-115 Tsurugi
- Nakajima A1N
- Nakajima A2N
- Nakajima A3N
- Nakajima A4N
- Nakajima A6M2-N
- Nakajima AT-2
- Nakajima B5N Kate
- Nakajima B6N Tenzan
- Nakajima C6N Saiun
- Nakajima G5N Shinzan
- Nakajima G8N Renzan
- Nakajima G10N Fugaku
- Nakajima J1N Gekko
- Nakajima J5N Tenrai
- Nakajima J9Y Kikka
- Nakajima Typ 91